# Банатскобугарски дијалекат
Банатска бугарска књижевна норма (буг. Банатска българска книжовна норма; банатскобуг. Palćene bâlgàrsćijà jázić или Banátsća bâlgàrsćijà jázić, буг. банатски български език, мађ. Bánsági bolgár nyelv) је књижевна норма бугарског језика са стандардизованим правописом и дугом књижевном традицијом.
1998. године је Јани Василчин декан и свештеник у Старом Бешенову превео Нови завјет на банатскобугарски: Svetotu Pismu Novija Zákun. Говорници су банатски Бугари, који живе у Румунији и Србији, у Банату и сви су католици.

## Порекло и извор
Ово је социолект учесника у Ћипровски устанку који су побегли из Отоманског царства, као и католика павлићана у 17. веку из времена такозване католичке пропаганде у бугарским земљама. Банатски Бугари у 18. веку дошли су у Банат, у Угарску због Турака и из Никопоља. Краљица Марија Терезија им је дала повластице. Због вјере и различитости рупћанско нарјечје, којим су говорили католички Бугари, се осамосталило.

## Историја
Банатски Бугари су добили свештенике прво из Хрватске и у цркви је употребљаван хрватски језик.
У 19. веку је коришћен нови словенско-илирски језик Станка Враза, због чега је банатскобугарски језик је примио нове Хрватизме (као што је већ био случај са католичким Бугарима у Бугарској), као и словенизме. Банатскобугарски језик такође данас користи латиницу, која је истовјетна са абацедом.
Велики број ријечи је позајмљен из мађарског и њемачког језика. Од 1868. године има службени стандард. На бугарском језику нема друге књижевне норме која користи латиницу. 1918. године је проглашена Банатску републику, гдје је службени језик био и банатскобугарски језик.
Данас се у школама вјеронаука учи на банатскобугарском, док се у другим школским предметима користи румунски и српски језик.

## Политички контекст
Ова регионална бугарска књижевна норма најудаљенија од узуса. На пример, српски косовско-ресавски дијалект, чак и шумадијско-војвођански говори ближи су данашњем бугарском узусу. Међутим, како би се након Новосадског уговора сачувао бугарски у бившој Југославији, Бугарска академија наука одлучила је да се нормира поред македонског и тог језика.
С друге стране, банатска књижевна норма илуструје процес стварања данашњег румунског језика након побуна сејмена и домобрана.
Банатски бугарски књижевни стандард гарантује присуство бугарског језика широм Србије и Румуније. И уопште.

## Говорници
Број говорника је службено 6.500 у Румунији и 1.659 у Србији. Бугарски подаци тврде да у стварности има 15.000 Бугара, 12.000 у Румунији и 3.000 у Србији.
Најстарије и најважније средиште Банатских Бугара је Стари Бешенов, а такође и Винга. Друга насеља су још: Брешца, Телепа, Дента. Бугари су живјели још у Темишвару и у месту Велики Свети Никола. У Србији у насељима Иваново, Конак, Јаша Томић и Скореновац говоре банатскобугарски.
1878. године, кад се Бугарска осамосталила, велики број Бугара се вратио у матичну државу. 1868. године још је било 35.000 Бугара у Банату, затим 18.298.